# الإسلام في أيرلندا الشمالية

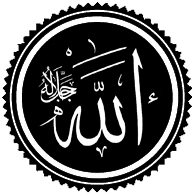

كل ما يتعلق بالإسلام في أيرلندا الشمالية والمسلمين في أيرلندا الشمالية منذ إنشائها كدولة منفصلة داخل المملكة المتحدة  في 3 مايو 1921، يوجد في قانون حكومة إيرلندا لسنة 1920. بلغ عدد المسلمين في البلاد 3832 شخصا في 2011.